# 239省道 (江苏省)
江苏239省道又名常州—郎溪公路，简称常郎线，是江苏省南部的一条南北向省道，位于常州市境内。北起常州市新北区孟河镇，向西南经常州市武进区、金坛区、溧阳市，止于溧阳市社渚镇苏皖界，南接安徽新203省道。

## 历史
1987年江苏省调整省级干线规划，新增常州至溧阳公路，编号为苏219，起于常州百货公司，经卜弋桥、儒林，终于溧阳，全长72.5公里，其中卜弋桥以东段利用苏321常州至溧水公路。
1998年，武进卜弋至溧阳昆仑段通车。
2003年调整省道网后，常溧线改称常州—高淳公路，简称常淳线，起点缩至卜弋，终点延长至高淳苏皖界（丹湖），编号改为S239，全长132.9公里。
2005年，溧阳昆仑转盘至石街头段通车。
2006年，社渚至高淳段通车。
2011年调整省道网后，常淳线改称孟河—社渚公路，简称孟社线，起点延至孟河接308省道，终点改至溧阳市社渚镇苏皖界接安徽旧214省道，规划总里程111公里，其中溧阳城北段3公里与241省道（今233国道）共线。新增孟河至卜弋段利用2003年扩建为一级公路的常州大外环西环线，新增社渚至苏皖界段利用社梅公路，原239省道社渚至高淳丹湖段（芜太公路）划入规划新增的360省道。
2023年调整省道网后，孟社线改称常州—郎溪公路。北接346国道、南接安徽203省道。